# Degenberg

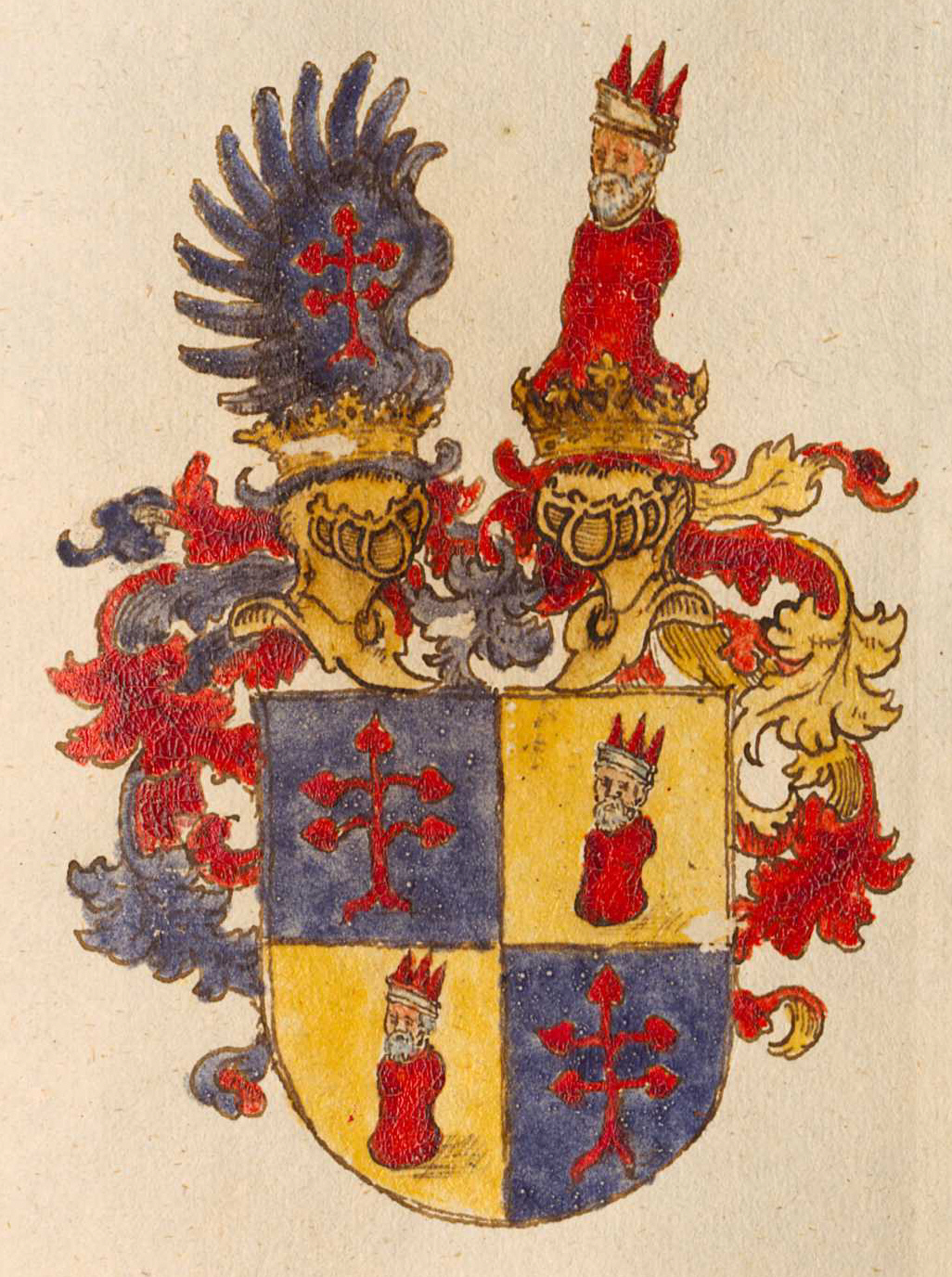
Wappen in einem Wappenbuch von 1594

Die Herren von Degenberg waren ein bedeutendes Adelsgeschlecht im Bayerischen Wald.

## Geschichte

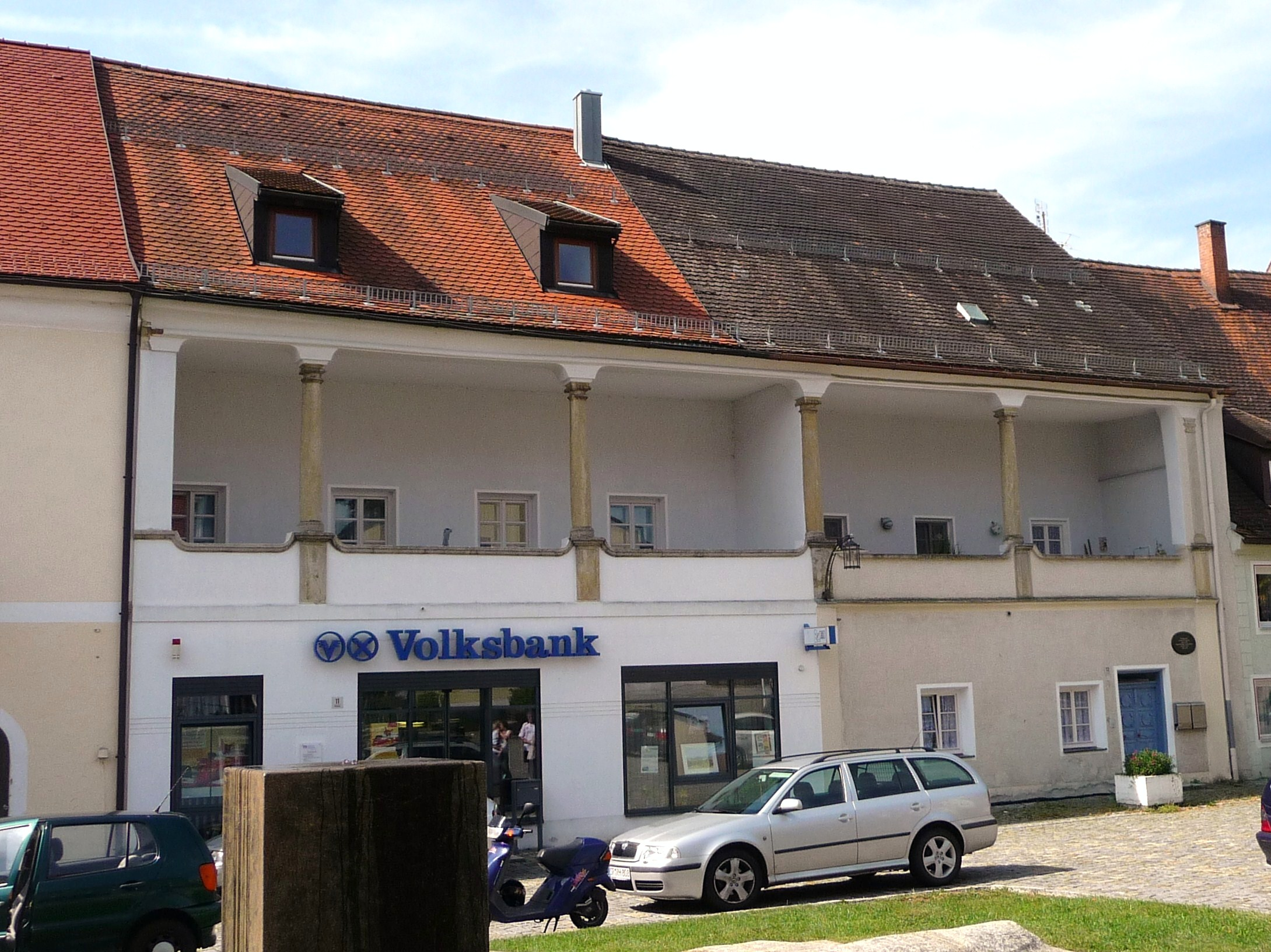
Das Herrschaftsgebäude der Degenberger auf dem Marktplatz von Schwarzach

Die Stammburg (Burg Degenberg) der Degenberger stand auf dem Degenberg bei Schwarzach im Landkreis Straubing-Bogen. Heute sind nur noch geringe Reste der Burg erhalten. 
1186 ist erstmals ein Hugo de Tegernberch urkundlich bezeugt. Die Degenberger waren ursprünglich Ministerialen der Grafen von Bogen. Nach deren Aussterben übernahmen sie einen großen Teil von ihrem Besitz als Lehen oder Pfandschaft. Auch als Ministerialen des Herzogs von Bayern erweiterten sie ihren Besitz nach und nach mit Gütern anderer Ministerialen-Geschlechter.
Hartwig von Degenberg, Hofmeister Ludwigs des Bayern, erhielt von diesem 1341 das Gebiet um Frauenau übertragen, das er dem Kloster Niederaltaich weitergab, als dessen Abt sein Bruder Ruger von Degenberg fungierte. Hartwigs Tochter heiratete Stephan Schönsteiner, und deren Söhne Hans, Hartwig und Eberwein erbten nach dem Tod des Großvaters 1352 unter dem Namen Degenberg den Besitz. Hartwigs Sohn Hans wurde 1394 Ritter zum Weißenstein, war Erbhofmeister in Bayern und Vicedom zu Amberg. 
1421 erwarb Hans (II.) von Degenberg den sogenannten Propsthof bei Regen, gründete ein Spital und ließ bis 1425 die dazugehörige Heilig-Geist-Kirche erbauen. 1438 teilte Hans seinen Besitz unter seine beiden Söhne Jakob und Hans der Jüngere auf. Jakob erhielt das Gebiet um den Degenberg, Hans das Gebiet um Weißenstein einschließlich der Stadt Regen und Zwiesel. Hans starb um 1440. 
Sein Sohn Hans (III.), der selbst keine Söhne hatte, überließ 1454 gegen eine jährliche Rente seinem Neffen Hans, dem Sohn Jakobs, die Herrschaft Degenberg. Am 21. März 1465 wurde er von Kaiser Friedrich III. in den Reichsfreiherrnstand erhoben. Er starb um 1480.
1466 gründete Jakobs Sohn Hans (IV.) den gegen den bayerischen Herzog Albrecht IV. gerichteten Böcklerbund. Im sogenannten Böcklerkrieg ging zunächst die Stammburg Degenberg verloren, die der Herzog dem Erdboden gleichmachen ließ. Am 5. Dezember 1468 eroberte der Herzog die Burg Weißenstein und verwüstete sie, ebenso die ebenfalls dem Degenberger gehörende Burg Altnußberg. 1473 kam es zur Versöhnung, Hans musste sich aber verpflichten, die Burg Degenberg nie wieder aufzubauen. Er stellte die Burg Weißenstein wieder her und baute in Oberschwarzach in der Nähe der Stammburg ein neues Schloss. Die Saldenburg, die er 1468 erworben hatte, blieb bis 1587 im Besitz der Degenberger. Hans starb 1487.
Seinem Sohn Hans (V.) wurde am 2. August 1487 durch Kaiser Friedrich III. der Lehenbrief  für Degenberg, Zwiesel und Weißenstein gegeben und die Hohe Strafgerichtsbarkeit zuerkannt. Am 14. Juli 1489 beteiligte sich Hans von Degenberg auf Weißenstein in Cham maßgeblich an der Gründung eines neuen gegen den Herzog gerichteten Bündnisses, des sogenannten Löwlerbundes. 1492 besetzte er das Kloster Rinchnach sowie einige umliegende Dörfer. 1493/94 kam es zur Aussöhnung mit dem Herzog. Hans wurde das äußere Hofmeisteramt bewilligt sowie die Begleitung des Weintransportes des Klosters Tegernsee als Erblehen. Hans starb 1495. 
Sein Sohn Hans (VI.) erbte 1511 die Grafschaft Hals mit der dazugehörigen Burg Hals. Da auch Ulrich II. von Ortenburg die Erbschaft beanspruchte, verkauften die Streitparteien 1517 die Grafschaft einvernehmlich an die bayerischen Herzöge. Hans wurde 1514 Landhofmeister in München und 1545 Vicedom in Landshut. Am 22. Dezember 1539 überließ Herzog Ludwig Hans VII. († 1559) die Verwaltung des Landgerichts Regen für 1000 Gulden. Hans erhielt 1548 für sich und seine Nachkommen das Privileg, nördlich der Donau Weißbier zu brauen. Im übrigen Bayern war das Brauen von Weißbier verboten. Dieses Recht übte Hans in Oberschwarzach aus. 
Sein Sohn Sigmund starb 1558, dessen Sohn Hans Sigmund war Erbhofmeister in Bayern, fürstlicher Rat in Straubing und wurde in den Freiherrenstand erhoben. Am 10. Juni 1602 starb mit ihm der letzte Degenberger. Er wurde in der Erbgruft in der Pfarrkirche von Schwarzach bestattet. Seine Witwe Sidonia Katharina, die er 1581 geheiratet hatte, begab sich in den Schutz des Herzogs von Bayern. Am 26. Februar 1607 wurde nach Verhandlungen in Prag mit dem Kaiser der degenbergische Besitz dem bayerischen Herzog Maximilian zuerkannt.

## Burgen im Besitz der Degenberger

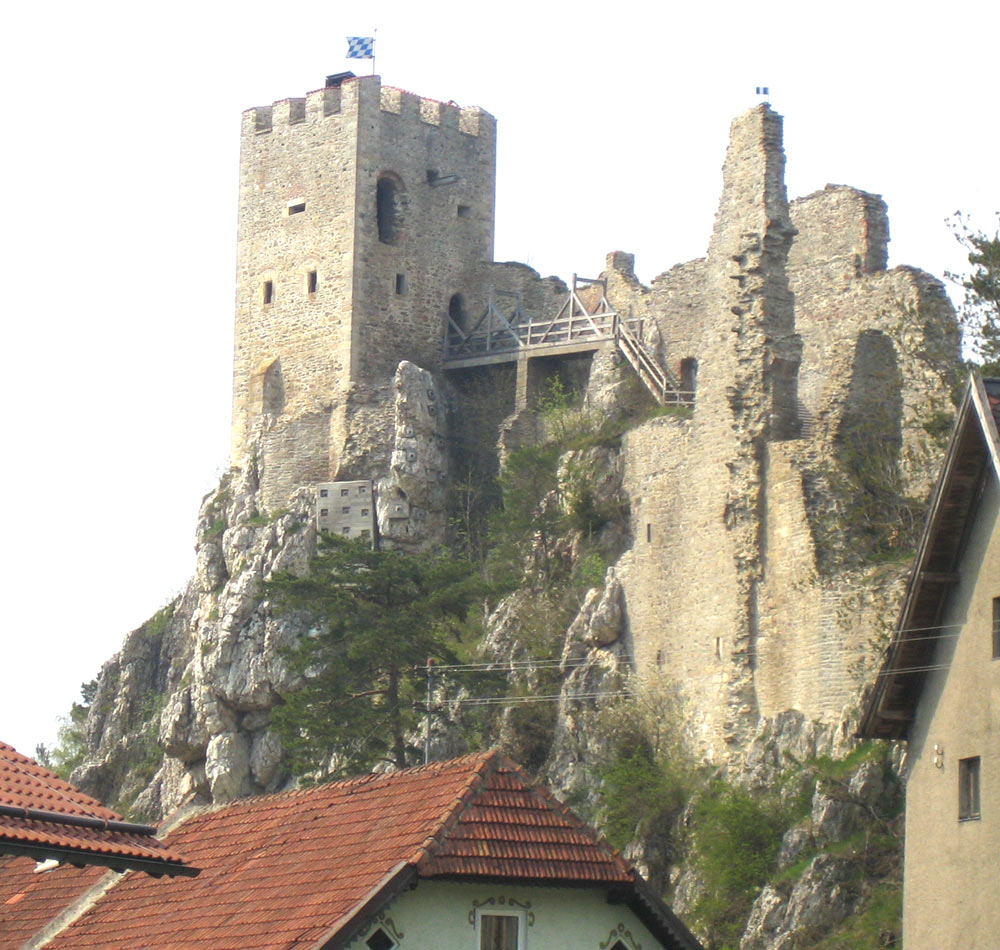
Ruine Weißenstein
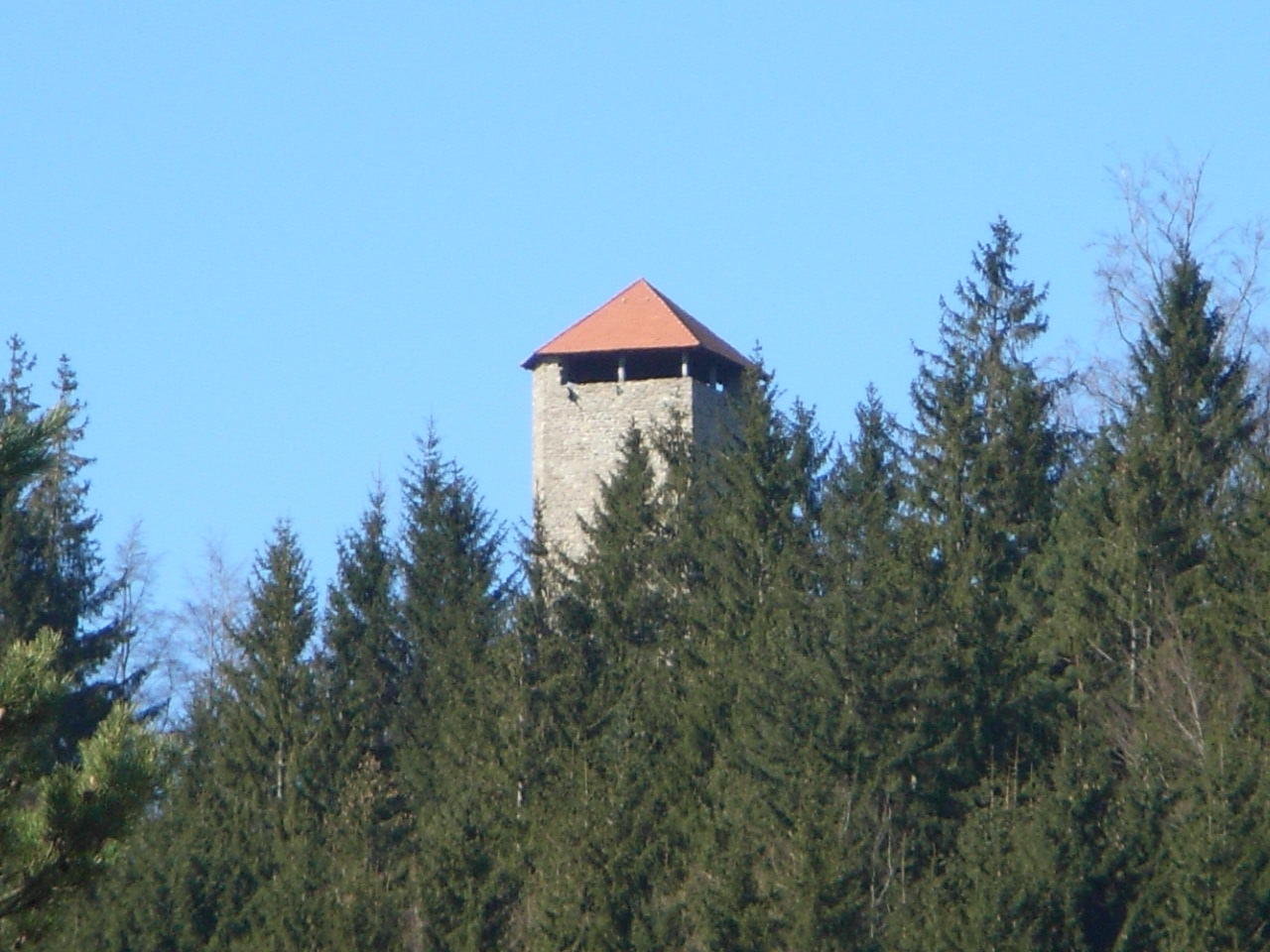
Ruine Altnußberg
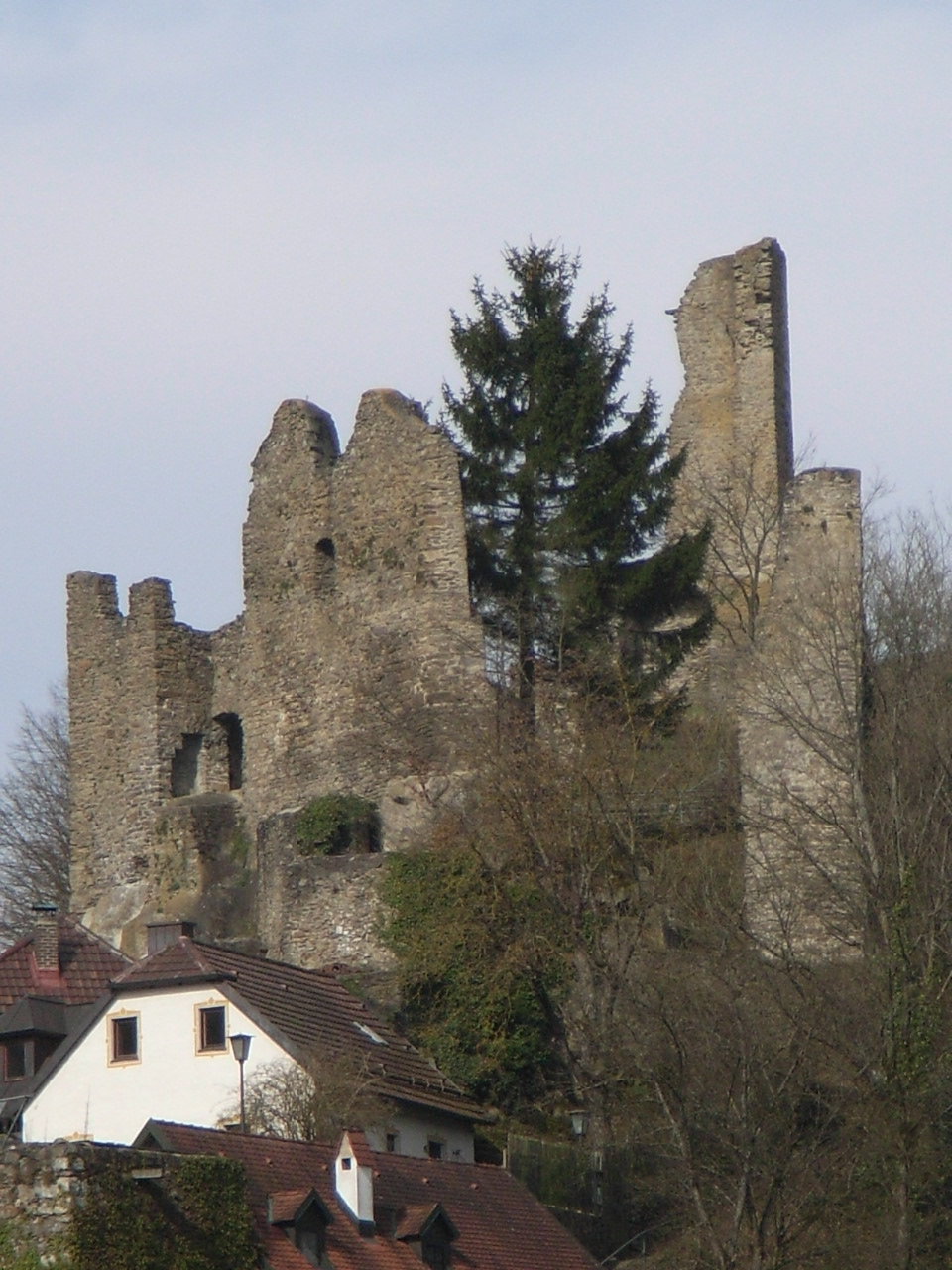
Burgruine Hals
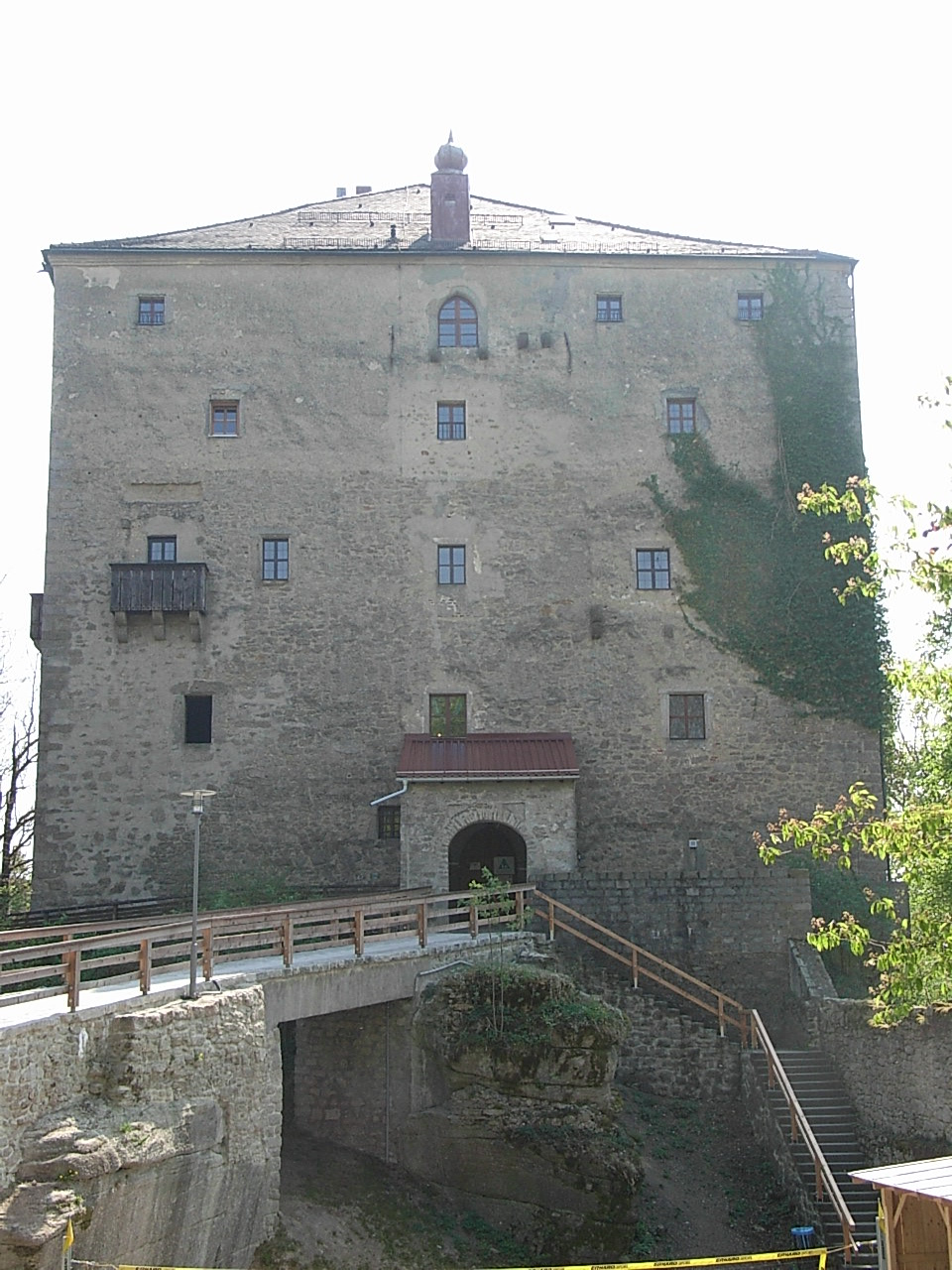
Burg Saldenburg